# Ван дер Капеллен, Годерт Александр Герард Филипп
Барон Годерт Александр Герард Филипп ван дер Капеллен (нидерл. Godert Alexander Gerard Philip baron van der Capellen; 15 декабря 1778, Утрехт — 10 апреля 1848, Де-Бильт, провинция Утрехт) — нидерландский государственный деятель.

## Семья
Отец — Александр Филипп ван дер Капеллен (1745—1787), полковник кавалерии.

Мать — Мария Тетс ван Амеронген (1755—1809).

Жена (с 1803) — Якоба Элизабет баронесса ван Туилл ван Сероскеркен (1781—1866); брак был бездетным.

## Биография
При короле Людовике I был назначен министром внутренних дел (1808), по его совету в 1810 Людовик отказался от короны. 
Когда после этого Нидерланды были аннексированы Францией, Капеллен вышел в отставку и вернулся на государственную службу уже при Вильгельме I: в 1815 г. тот назначил Капеллена министром колоний и, через короткое время, генерал-губернатором Голландской Ост-Индии. На этом посту Капеллен провёл 10 лет, борясь с восстаниями местного населения и нехваткой денежных средств на управление колонией.
2 декабря 1819 года был награждён орденом Святой Анны 1-й степени.
Вернувшись в Нидерланды в 1825 г., он в течение многих лет занимал должность ректора Утрехтского университета, а в 1838 году был специальным посланником Нидерландов на коронации королевы Виктории.

## Награды
- Орден Нидерландского льва большой крест (королевство Нидерландов)
- Военный орден Максимилиана Иосифа рыцарский крест (3 октября 1815, королевство Бавария)[1]
- Орден Святой Анны 1-й степени (2 декабря 1819, Российская империя)[2]